# انگشت ماشه‌ای
انگشت ماشه‌ای (به انگلیسی: Trigger finger) حالتی است که در آن حرکت تاندون ماهیچه‌های خم‌کننده (فلکسور) انگشتان در داخل نیام عضله به راحتی صورت نمی‌گیرد و ممکن است با درد نیز همراه باشد. در این حالت معمولاً نیام عضله متورم و کلفت می‌شود. این بیماری می‌تواند همه انگشتان دست را درگیر کند ولی معمولاً انگشت حلقه و وسط و شست بیشتر از سایرین در معرض ابتلا به این اختلال هستند. نوع مادرزادی این بیماری نیز وجود دارد که معمولاً انگشت شصت را درگیر می‌کند.

## تشخیص
تشخیص معمولاً با شرح‌حال و معاینه قطعی می‌شود. معمولاً بیش از یک انگشت در این بیماری درگیر می‌شود.

## علایم و نشانه‌ها
1. اشکال در خم و راست کردن انگشت
2. احساس صدای تق در موقع باز کردن انگشت
3. برجستگی حساس در مقابل سر استخوان کف دستی

## درمان
1. در مرحله اول رفع عوامل تحریک کننده، مانند حرکات تکراری و قدرتی انگشتان
2. در مرحله شروع ضایعه کمپرس یخ بسیار موثر است و تزریقات استروئیدی هم مفید است.
3. فیزیوتراپی شامل استفاده از مدالیتی های الکتروتراپی و درمانهای دستی جهت کاهش التهاب و بهبود تحرک تاندون
4. در صورتی که درمانهای قبلی موثر نباشد، جراحی به منظور آزاد کردن غلاف تاندون